# Perilissus cingulatus
Perilissus cingulatus là một loài tò vò trong họ Ichneumonidae.